# Carlos Maltz
Carlos Maltz (Porto Alegre, 24 de outubro de 1962) é um baterista, psicólogo, astrólogo e escritor brasileiro. É conhecido por ter sido um dos fundadores da banda gaúcha de rock Engenheiros do Hawaii, onde tocou de 1985 até meados de 1996, quando o grupo entrou em uma espécie de "hiato". Com esta banda lançou 6 discos de estúdio e 2 ao vivo, recebendo 5 discos de ouro e 1 de platina. Após desentendimentos com o seu amigo e fundador, Humberto Gessinger, o grupo encerra suas atividades por um curto período, voltando apenas com Gessinger e outros músicos. Carlos, no entanto, após sair do grupo, fundou a banda A Irmandade, com quem gravou um álbum de estúdio autointitulado e um EP, encerrando as atividades do grupo em 1998. Em 2001, lançou o único disco de sua carreira solo, Farinha do Mesmo Saco. Após este período, sua carreira musical se resume a participações especiais, shows e lançamentos esporádicos. Seu último lançamento foi um single - "Folia de Reis" - que saiu em 2017.
Como escritor, lançou dois livros: Abilolado Mundo Novo - um livro de pensamentos e reflexões autobiográficas, em 2010; e O Último Rei do Rock - uma obra de ficção, em 2015. Atualmente mora na cidade de Águas Claras, no Distrito Federal, com sua esposa e suas 3 filhas.

## Biografia
Carlos nasceu em 24 de outubro de 1962, em Porto Alegre, filho de Leão Emílio Maltz - cujos pais eram de origem austro-húngara - e Marta Trachtemberg - descendente de romenos. Ambas as famílias eram judias e Carlos foi criado seguindo as tradições da religião, tendo feito o seu Bar Mitzvá, por exemplo. Quando criança e adolescente, frequentou o Colégio Israelita. No seu aniversário de 13 anos, ganhou dois discos que fizeram com que passasse a se interessar por música: o Led Zeppelin IV, da banda de mesmo nome; e o The Dark Side of the Moon, do grupo inglês Pink Floyd. No mesmo ano, passa a participar da principal torcida organizada do Sport Club Internacional, tocando na bateria, durante o campeonato vitorioso do time gaúcho naquele ano e no seguinte. Nos anos seguintes, passa a frequentar shows em Porto Alegre, especialmente dos artistas da nascente MPG, como Musical Saracura, Bebeto Alves, Carlinhos Hartlieb, Gelson Oliveira, Nelson Coelho de Castro e, principalmente, Nei Lisboa. Também, frequentava shows dos artistas nordestinos, como Amelinha, Zé Ramalho e Fagner. Por esta época, ganha o apelido de "Fu", devido a sua magreza provocar comparações com o personagem de David Carradine na série Kung Fu.
Em 1980, Maltz ganha sua primeira bateria, um instrumento de cor madrepérola da marca Pinguim, como presente pela sua aprovação no vestibular de engenharia de minas, na Universidade Federal do Rio Grande do Sul. Com estas influências, e com o instrumento, resolve montar um conjunto musical para tocar aquele tipo de música, com seus colegas de Colégio Israelita - e que eram também seus primos. Assim, nasceu a banda ContraRegra, que mesclava diálogos teatrais, música latino-americana e rock. A banda passa a ensaiar e se apresentar a partir daquele ano. Nos anos seguintes, enquanto ensaia e toca com a sua banda, presta o vestibular mais duas vezes, passando em História, em 1981, e, finalmente, em Arquitetura, no ano seguinte. A banda atinge seu auge no primeiro semestre de 1982, quando se apresenta em 3 festivais distintos: o primeiro em janeiro; o segundo em maio, quando tem sua canção baseada no Atentado do Riocentro censurada; e o último em junho. Neste último festival - o Agrostock, do curso de Agronomia, da UFRGS - conhece Thedy Corrêa e Carlos Stein, tocando percussão na apresentação deles.
No segundo semestre de 1982, Carlos tranca o curso e sai da banda, viajando para Israel para encontrar sua namorada, com quem mantinha um relacionamento desde os tempos de Colégio Israelita. Os dois acabam fazendo uma viagem turística pela Europa, conhecendo Suíça, França, Itália e Espanha. Neste último país, sua namorada retorna ao Brasil, mas Maltz fica em Barcelona tocando com um grupo de músicos de rua da Argentina e da América Central. De volta ao Brasil no início de 1983, Carlos decide se casar com sua namorada e ambos vão morar no bairro do Bom Fim. O casamento duraria até o final de 1988, quando Carlos começaria a namorar Marta Peliçoli, então empresária do grupo. Os dois passariam a morar juntos quando o baterista - e todo o grupo - se mudou para o Rio de Janeiro. O relacionamento duraria cerca de 10 anos.
Desde o início dos anos 1990, Carlos passou a estudar e se interessar por astrologia. A partir de 1995, esse interesse ia se desenvolver cada vez mais até que, com o fim de seu segundo casamento e da sua segunda banda, em 1998, Maltz se mudaria para Brasília, onde estudaria psicologia, especialmente a Junguiana, e se tornaria, além de músico, astrólogo, psicólogo e escritor. Também, o baterista se casaria de novo e teria 3 filhas. Em 2016, Carlos teve que passar por um procedimento cirúrgico devido a um Aneurisma da aorta. A operação ocorreu bem.

## Carreira

### Com os Engenheiros
No final de 1984, devido a uma greve de professores, a faculdade de arquitetura da UFRGS teria aulas no período tradicional das férias de verão. Como os alunos majoritariamente de classe média e média-alta estavam acostumados a viajar no período, o centro acadêmico resolve promover uma apresentação de uma banda. Carlos, que conhecia o pessoal do centro acadêmico, sugere que eles poderiam ter uma banda só com estudantes do curso abrindo o espetáculo. Assim, ele reuniu Humberto Gessinger e Carlos Stein (que tocavam guitarra) e Marcelo Pitz (que tocava baixo e que Carlos conhecia por terem entrado juntos no curso) para realizarem a apresentação. O show acabou acontecendo no dia 11 de janeiro de 1985 - mesmo dia do início do primeiro Rock in Rio - após apenas uns 2 ou 3 ensaios. A banda tocaria apenas mais um show como um quarteto antes de Carlos Stein sair e eles continuarem como um trio.
Com essa formação, a banda experimentaria, primeiro, o sucesso local com uma série de demos que tocaram na rádio Ipanema FM e, depois, o sucesso nacional com o lançamento de seu álbum de estreia, Longe Demais das Capitais, em outubro de 1986, que, em grande parte devido ao sucesso de "Toda Forma de Poder", venderia mais de 130 mil cópias no ano de seu lançamento, rendendo ao grupo o seu primeiro disco de ouro. Entretanto, em abril do ano seguinte, durante a turnê Toda Forma de Tour, Pitz anunciaria aos outros integrantes que estava saindo do grupo. Ainda, no mês seguinte, em uma participação no disco Carecas da Jamaica, de Nei Lisboa, eles conhecem Augusto Licks, guitarrista gaúcho que acompanhava Nei. Assim, em junho daquele ano, Augusto entraria na banda, substituindo Marcelo, com Humberto passando a tocar baixo. Com esta formação, a banda grava 5 discos de estúdio - A Revolta dos Dândis, Ouça o que Eu Digo: Não Ouça Ninguém, O Papa É Pop, Várias Variáveis e Gessinger, Licks & Maltz - e 2 ao vivo - Alívio Imediato e Filmes de Guerra, Canções de Amor - entre 1987 e 1993, ganhando 5 discos de ouro e 1 de platina. Nos anos de estrada, Maltz ganharia o apelido de "Capitão Caverna" da equipe da banda, devido ao seu visual despojado e a sua vasta cabeleira.
Porém, em dezembro de 1993, Licks seria expulso do grupo e, após batalha na justiça, teria direito a uma indenização dos ex-companheiros de banda. Maltz e Gessinger continuariam com a entrada do guitarrista Ricardo Horn, já em janeiro do ano seguinte. Após concluírem a turnê, seriam adicionados ao grupo Fernando Deluqui (ex-guitarrista do RPM), em abril de 1995, e Paulo Casarin (tecladista que já havia tocado no Bixo da Seda e acompanhado artistas como Baby do Brasil, Pepeu Gomes e Moraes Moreira), no mês seguinte. Com esta formação, lançam Simples de Coração, álbum que também receberia disco de ouro, puxado pelo hit "A Promessa". Entretanto, após um incidente durante a turnê que se seguiu, em agosto de 1996, quando a banda se apresentou sem o seu baixista e vocalista, o grupo acaba com Humberto saindo em carreira solo e Carlos montando uma nova banda, A Irmandade.

### Após a saída do grupo
Após sair dos Engenheiros, Carlos fundou o grupo A Irmandade, com Alexandre e Eduardo Mendes, Marcus Melgar e Gustavo Carneiro Leão. Com este grupo, em 1997, lança um álbum de estúdio autointitulado e um EP, Anjos de Metal. Em 1998, Maltz desfaz o grupo e, sem dinheiro, dá um tempo em sua carreira musical. Em 2001, retorna e lança um álbum solo, Farinha do Mesmo Saco, com as participações de Humberto Gessinger e Zé Ramalho. Nos anos seguintes, participa de quatro álbuns dos Engenheiros: Surfando Karmas & DNA, de 2002, cantando "e-Stória"; Dançando no Campo Minado, de 2003, cantando "Segunda-Feira Blues II"; Acústico MTV, de 2004, cantando "Depois de Nós"; e Acústico: Novos Horizontes, de 2007, tocando bateria e cantando em "Cinza".
Em 2006, produziu o álbum da banda curitibana Esquerda Volver, Conversão Perigosa à Esquerda. Após 2008, fez participações em shows do duo Pouca Vogal - de Humberto e Duca Leindecker - e apresentou-se em dueto com Marcus Melgar, na Abilolada Tour (turnê para promover o lançamento de seu primeiro livro). Em 2015, gravou uma canção - "Lanterna na Proa" - que foi lançada como um single em comemoração ao lançamento de seu segundo livro. Em setembro de 2016, lançou mais um single, uma versão de "Vícios de Linguagem", canção presente no último disco que lançou como membro dos Engenheiros. Em abril de 2017, lança "Folia de Reis", em parceria com Gessinger.

### Escritor
Em 2010, lança seu primeiro livro, Abilolado Mundo Novo, pela editora Via Lettera. O livro é uma coletânea de ideias e discussões, passando por psicologia, astrologia e comentários autobiográficos. Inicia, ainda a Abilolada Tour, em 27 de setembro, com shows, palestras, bate-papos, exposições, leituras e apresentação de seu livro. Em 2015, lança, pela editora Belas Letras, sua estreia na ficção: O Último Rei do Rock. O livro conta a história de Juan LMK, líder da decadente banda Paralelepípedos do Óbvio, que recebe um convite para tornar-se o garoto propaganda do primeiro implante nano-neural para a expansão da inteligência.

## Discografia
Discografia dada pelas obras citadas.

### Com os Engenheiros do Hawaii
Álbuns de estúdio
| Ano  | Álbum                                | Gravadora                      |
| ---- | ------------------------------------ | ------------------------------ |
| 1986 | Longe Demais das Capitais            | RCA através do selo RCA-Victor |
| 1987 | A Revolta dos Dândis                 | RCA através do selo Plug       |
| 1988 | Ouça o que Eu Digo: Não Ouça Ninguém | BMG através do selo Plug       |
| 1990 | O Papa É Pop                         | BMG através do selo RCA-Victor |
| 1991 | Várias Variáveis                     | BMG através do selo RCA-Victor |
| 1992 | Gessinger, Licks & Maltz             | BMG através do selo RCA-Victor |
| 1995 | Simples de Coração                   | BMG através do selo RCA-Victor |

Álbuns ao vivo
| Ano  | Álbum                             | Gravadora                      |
| ---- | --------------------------------- | ------------------------------ |
| 1989 | Alívio Imediato                   | BMG através do selo RCA-Victor |
| 1993 | Filmes de Guerra, Canções de Amor | BMG através do selo RCA-Victor |

### Com A Irmandade
Álbuns de estúdio
| Ano  | Álbum       | Gravadora                          |
| ---- | ----------- | ---------------------------------- |
| 1997 | A Irmandade | Chinelândia Records (independente) |

EP's
| Ano  | Álbum          | Gravadora                          |
| ---- | -------------- | ---------------------------------- |
| 1998 | Anjos de Metal | Chinelândia Records (independente) |

### Solo
Álbuns de estúdio
| Ano  | Álbum                 | Gravadora           |
| ---- | --------------------- | ------------------- |
| 2001 | Farinha do Mesmo Saco | 1212 (independente) |

Singles
| Ano  | Canção                | Gravadora           |
| ---- | --------------------- | ------------------- |
| 2015 | "Lanterna na Proa"    | 1212 (independente) |
| 2016 | "Vícios de Linguagem" | 1212 (independente) |
| 2017 | "Folia de Reis"       | 1212 (independente) |

## Livros
| Ano  | Título               | Editora      |
| ---- | -------------------- | ------------ |
| 2010 | Abilolado Mundo Novo | Via Lettera  |
| 2015 | O Último Rei do Rock | Belas Letras |